# أم غزالة
أُمّ غَزَالَة أو أم غَزَّالة (بالإسبانية: Magacela) هي إحدى قرى وبلديات مقاطعة بطليوس من منطقة إكستريمادورا، التي تقع غربي إسبانيا. بلغ عدد سكانها 629 نسمة وفقاً لإحصائية عام 2008.